# Assemblée de Madrid
XIIIe législature
Siège de l'Assemblée de Madrid
L'Assemblée de Madrid (en espagnol : Asamblea de Madrid) est le parlement monocaméral de la communauté de Madrid, en Espagne.
Composée de 135 députés élus pour une législature de quatre ans au suffrage universel direct et au scrutin proportionnel suivant la méthode D'Hondt, elle exerce le pouvoir législatif, le contrôle du gouvernement, dont elle élit le président, et vote les lois de finances.
Elle siège à Madrid, capitale de la communauté autonome, dans un bâtiment spécialement construit à cet effet, dans l'arrondissement de Puente de Vallecas.
Depuis le 13 juin 2023, le président de l'Assemblée est Enrique Ossorio, issu du Parti populaire.

## Histoire et origine

### Statut d'autonomie de1983
À sa promulgation en 1978, la Constitution prévoit, dans son article 143, la procédure de création des futures communautés autonomes.
La Communauté de Madrid est créée en février 1983 par la promulgation du statut d'autonomie élaboré par une assemblée composée des députés provinciaux, des députés et sénateurs élus dans la province de Madrid dont les travaux sont dirigés par le président José Diosdado Prat García (es). Ce statut prévoit que l'assemblée de la communauté autonome portera le titre d'Assemblée de Madrid.
La session constitutive de la Ire législature a lieu le 8 juin 1983 à l'auditorium San Bernardo de l'université complutense de Madrid. Ramón Espinar Gallego, membre de la FSM-PSOE est élu premier président de l'Assemblée.

### Siège

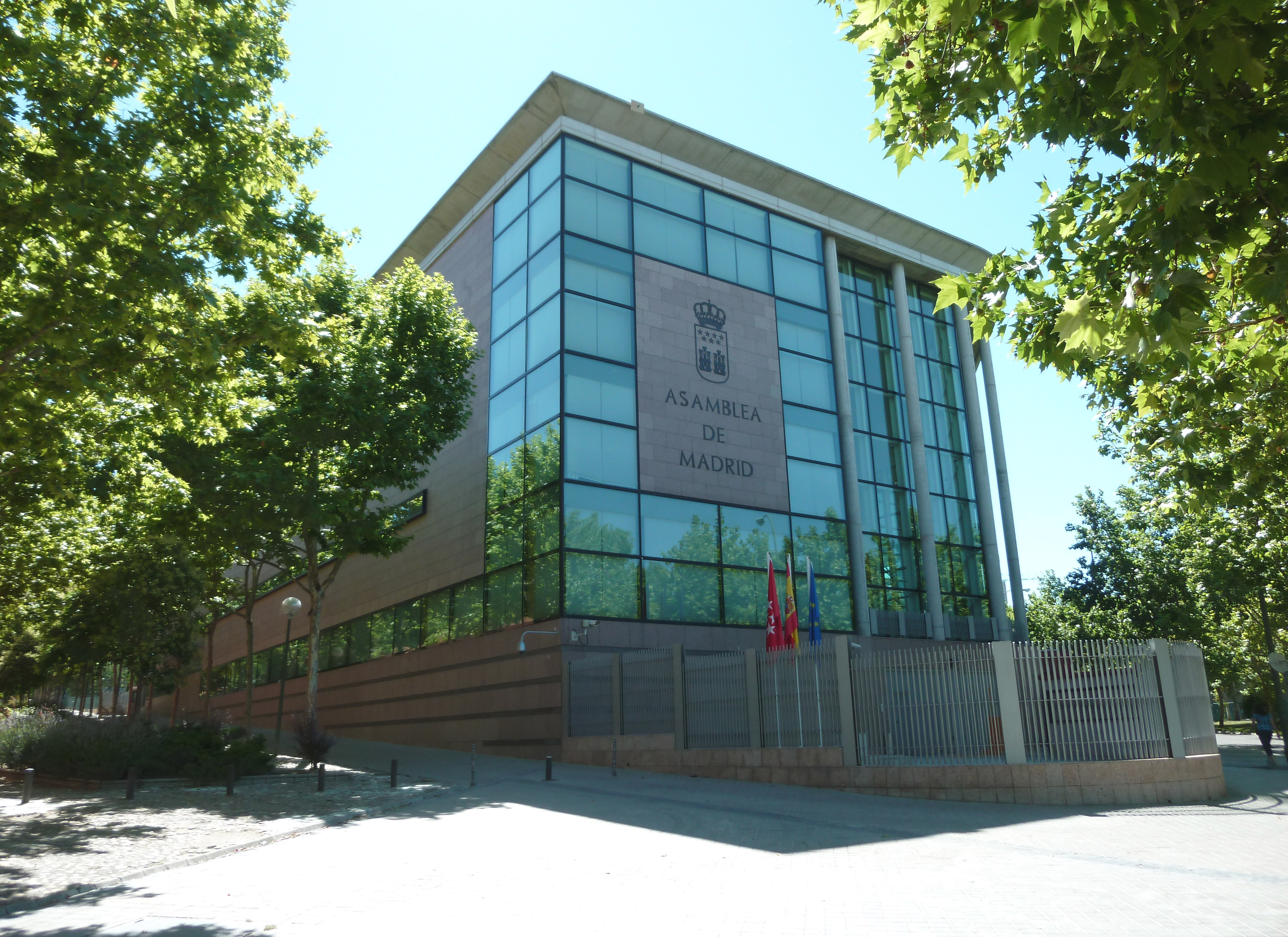
Siège de l'Assemblée de Madrid.

L'Assemblée siège depuis 1998 dans le quartier de Palomeras Bajas, situé dans l'arrondissement de Puente de Vallecas, au sud de Madrid. L'édifice est constitué de deux bâtiments, réalisés par les architectes Ramón Valls et Juan Blasco sous l'impulsion du troisième président de l'Assemblée Pedro Díez Olazábal. L'édifice, d'architecture contemporaine, est surmonté d'une tour en verre de 33 m de hauteur supportant une horloge à quatre cadrans.
Auparavant, l'Assemblée siégeait dans l'auditorium San Bernardo mais la volonté de posséder un siège propre, le mauvais état de l'installation provisoire ainsi que la volonté de rééquilibrer la carte institutionnelle de Madrid ont propulsé le déménagement dont le projet est présenté en 1994.

## Composition et fonctionnement interne

### Président de l'Assemblée de Madrid

#### Élection des membres du bureau
Le président de l'Assemblée de Madrid est élu par l'ensemble des députés lors de la séance constitutive de l'Assemblée pour toute la durée de la législature. Le scrutin se déroule par scrutin secret à la tribune. Chaque député inscrit un seul nom sur le bulletin. Est élu, le candidat qui obtient la majorité absolue des voix. Si tel n'est pas le cas, les deux candidats arrivés en tête passent au second tour et celui qui obtient le plus de voix est élu président de l'Assemblée.
Les vice-présidents, au nombre de trois, sont élus simultanément. Les trois candidats qui obtiennent le plus de voix sont élus vice-présidents.
Les trois secrétaires sont élus avec deux votes séparés : un premier vote désigne les deux premiers secrétaires et un second vote le troisième secrétaire. Dans chaque cas, sont proclamés élus les candidats ayant obtenu le plus grand nombre de voix.

#### Exercice des fonctions
Le président exerce la représentation de l'Assemblée, s'assure du bon fonctionnement du travail parlementaire, dirige les débats en séance plénière et est chargé du maintien de l'ordre au sein de l'Assemblée. Il est chargé d'appliquer et interpréter le règlement parlementaire. Il est, en outre, chargé des fonctions que lui confèrent le statut d'autonomie, les lois et le règlement de l'Assemblée.

#### Vacance
L'article 56 du règlement prévoit que les vice-présidents remplacent le président en cas de vacance, absence ou empêchement en suivant dans l'ordre dans lequel ils ont été élus.
En cas de vacance de la présidence, il est organisé une élection visant à pourvoir le poste quinze jours après la déclaration formelle de la vacance.

### Secrétariat général
Le secrétariat général est un organe administratif dirigé par le secrétaire général de l'Assemblée, nommé par le bureau sur proposition du président parmi les assesseurs juridiques de l'Assemblée, des Cortes Generales ou des assemblées des communautés autonomes.
Le secrétariat général possède des compétences parlementaires et administratives telles que :
- assister et soutenir techniquement et juridiquement le bureau, la conférence des porte-paroles, la députation permanente ainsi que les commissions en rédigeant les procès verbaux des réunions et impulsant l'exécution des accords adoptés ;
- recevoir les certificats d'élection des députés ;
- surveiller le registre des intérêts de l'Assemblée ;
- gérer la direction du personnel et des services de l'Assemblée.

Du secrétariat général dépendent trois directions : la direction de la Gestion parlementaire, celle de la Gestion administrative et celle de l'Informatique et de la technologie.

### Commissions
Les commissions sont des organes de travail parlementaires spécialisés formés par un nombre de députés restreint fixé à chaque début de législature par le bureau de l'Assemblée. Les sièges des commissions sont répartis entre chaque groupe parlementaire en fonction de leur importance numérique. Ce sont les groupes parlementaires qui désignent ensuite les députés intégrant chacune des commissions.
Les commissions sont de deux types : permanentes ou non permanentes. Les commissions permanentes sont soit législatives soit non-législatives et fixées par le règlement tandis que les commissions non-permanentes sont soit d'étude ou d'investigation.
Les commissions se constituent à chaque législature dans les vingt jours suivant la session constitutive de l'Assemblée. La première séance est présidée par un membre du bureau et chargée d'élire le bureau de la commission composé d'un président, d'un vice-président et d'un secrétaire. Seul le président de la commission possède la faculté de réunir celle-ci mais en aucun cas pendant une séance plénière.

#### Commissions permanentes législatives
Il existe onze commissions permanentes législatives :
- commission chargée du Statut d'autonomie, du Règlement et du Statut du député ;
- commission de la Culture et du Tourisme ;
- commission de la Présidence, de la Justice et du Porte-parolat du gouvernement ;
- commission du budget, de l'Économie, de l'Emploi et des Finances ;
- commission de l'Environnement, de l'Administration locale et de l'Organisation du territoire ;
- commission de la Santé
- commission des Politiques sociales et de la Famille ;
- commission de l'Éducation et des Sports ;
- commission des Transports, du Logement et des Infrastructures ;
- commission de la Femme ;
- commission de la Jeunesse.

#### Commissions permanentes non-législatives
Il existe trois commissions permanentes non-législatives :
- commission de la Vigilance des contrats publics ;
- commission du Contrôle de Telemadrid ;
- commission pour les Politiques d'intégration du handicap.

### Groupes parlementaires
Les groupes parlementaires peuvent se constituer par la réunion d'au minimum cinq députés dans les cinq jours suivant la session constitutive de l'Assemblée par le biais d'un écrit adressé au bureau sur lequel figurent la dénomination du groupe, le noms de l'ensemble des membres, le nom des porte-parole, porte-paroles adjoints et des députés ayant des fonctions directives spécifiques. Les groupes ont tous les mêmes droits.
Les députés ayant acquis cette condition en cours de législature ont cinq jours à compter de leur entrée en fonction pour s'inscrire dans un groupe. Passé ce délai, les députés sont automatiquement envoyés au groupe mixte pour le restant de la législature.
Les députés ne peuvent appartenir qu'à un seul groupe parlementaire et celui-ci doit correspondre à la candidature avec laquelle ils ont concouru lors des élections. De plus, les députés membres de la même formation politique ne peuvent pas constituer plusieurs groupes séparés.
Les députés cessent d'appartenir à un groupe s'ils en expriment la volonté, si leur groupe en a décidé ainsi ou si le groupe cesse d'exister.

#### Dissolution
Si le nombre de députés d'un groupe se réduit en cours de législature à la moitié du minimum fixé pour la création d'un groupe, c'est-à-dire deux, ce groupe est automatiquement dissous et ses membres restants transférés au groupe mixte.

#### Budget
Les groupes parlementaires bénéficient d'un versement de l'Assemblée pour subvenir aux besoins matériels et à leur fonctionnement. Tous les groupes bénéficient d'une subvention fixe identique à laquelle s'ajoute une subvention variable en fonction du nombre de députés qui composent le groupe.

### Autres organes

#### Bureau de l'Assemblée
Le bureau (en espagnol : Mesa) est l'organe directeur de l'Assemblée et possède une fonction de représentation collégiale de la chambre. Il est composé du président, des trois vice-présidents et des trois secrétaires.
Le bureau est convoqué par le président sur volonté propre ou à la demande de l'un de ses membres. Il se réunit hebdomadairement le lundi à 16h30. Le secrétaire général de l'Assemblée assiste le bureau dans ses fonctions.
Le bureau est responsable d'organiser le travail parlementaire, préparer le calendrier des séances plénières et des commissions, distribuer les sièges de l'hémicycle en début de législature, approuver le règlement intérieur, élaborer le budget de l'Assemblée ou encore de toutes les fonctions qui ne sont pas spécifiquement attribuées à un autre organe.
En outre, le bureau est responsable de la concession et de l'utilisation de la médaille de l'Assemblée.

#### Junte des porte-parole
La junte des porte-parole (en espagnol : Junta de Portavoces) est un organe collégial composé du président de l'Assemblée, du bureau, des porte-parole des groupes parlementaires et d'un membre du gouvernement, traditionnellement le conseiller chargé des relations avec l'Assemblée.
La conférence possède à la fois des fonctions décisionnaires telles que la création de commissions d'étude ou l'élaboration de l'ordre du jour et des fonctions consultatives telles que l'organisation des débats, la distribution des sièges de chaque commission ou la fixation du nombre de membres de la députation permanente.

#### Députation permanente
La députation permanente (en espagnol : diputación permanente) est l'organe qui garantit la continuité des pouvoirs de l'Assemblée quand elle ne siège pas. Elle est composée du président de l'Assemblée qui assure la présidence de la députation, des membres du bureau et d'au moins vingt députés répartis proportionnellement en fonction de l'effectif de chaque groupe parlementaire.

## Statut des députés
Les députés sont les représentants du peuple. Les autorités et agents doivent observer le respect et faciliter l'exercice de leurs fonctions. Les députés reçoivent le traitement d'Illustre (en espagnol : Ilustrísimo) tandis que le Président celui d'Excellence (en espagnol : Excelencia).
La condition de député est matérialisée par l'octroi de la carte de député — signée par le président et sur laquelle figurent ses données d'identité, le blason de l'Assemblée et une photographie — et par le port d'une médaille de député ayant sur l'envers le blason de l'Assemblée et sur le revers le nom du député et la législature correspondante. Les députés bénéficient de l'immunité parlementaire durant l'exercice de leur mandat et d'inviolabilité pour les opinions émises.

### Élection
Le statut d'autonomie indique dans son article 10 que l'Assemblée est élue pour quatre ans au suffrage universel, libre, égal, direct et secret, et au scrutin proportionnel selon la méthode d'Hondt. Un député est élu pour 50 000 habitants. Leur mandat s'achève quatre ans après leur élection ou le jour de la dissolution de la chambre. Les députés ne sont pas lié par mandat impératif.
La circonscription utilisée est celle correspondant à la Communauté de Madrid. Pour la distribution des sièges, seules sont prises en compte les listes ayant reçu au moins 5 % des suffrages exprimés. Les élections ont lieu le quatrième dimanche du mois de mai et la session constitutive dans les vingt-cinq jours suivant les élections.
Tous les habitants de la Communauté de Madrid, dont l'âge est supérieur ou égal à dix-huit ans et titulaires de leurs droits politiques sont électeurs et éligibles. Les électeurs résidant à l'étranger peuvent cependant participer au vote.

### Mandat
Le règlement de l'Assemblée oblige les députés à remplir une déclaration de patrimoine et d'activité publiée sur le site Internet de l'institution dans les deux mois consécutifs à leur prise de fonction. Les députés ne peuvent pas faire valoir leur condition de parlementaire pour intégrer des entreprises commerciales, industrielles ou des fonctions professionnelles. Les députés reçoivent une indemnité de fonction fixée chaque année par le bureau.
Les députés ont le droit d'assister aux séances de l'Assemblée en prenant la parole et en votant. Ils ont le droit de faire partie d'au minimum une commission parlementaire.
L'acquisition de la pleine condition de député se fait après avoir présenté le certificat d'élection auprès du secrétariat général, rempli la déclaration d'activité et juré serment à la constitution et au statut d'autonomie lors de la séance constitutive de l'Assemblée.
La perte de la pleine condition de député intervient par :
- sentence judiciaire annulant l'élection ou la proclamation du député ;
- décès ;
- incapacité ;
- extinction du mandat ;
- démission ;
- incompatibilité reconnue.

## Fonctions de l'Assemblée
L'Assemblée observe, dans l'exercice de ses fonctions, trois principes fondamentaux :
- principe d'autonomie : elle vote son budget, son règlement, ses normes internes ;
- principe de permanence temporelle : en cas de dissolution, extinction ou expiration du mandat des députés, les pouvoirs de l'Assemblée sont assurés par la députation permanente ;
- principe d'inviolabilité.

La principale mission de l'Assemblée correspond à l'élection du président de la communauté de Madrid.

### Fonction législative
L'initiative législative devant l'Assemblée correspond :
- au gouvernement de la Communauté de Madrid ;
- aux députés et aux groupes parlementaires ;
- aux citoyens et aux municipalités, conformément à la loi autonomique d'initiative législative populaire (ILP) et des municipalités.

#### Régime des sessions
L'Assemblée peut se réunir en sessions ordinaires et extraordinaires. Les sessions sont publiques sauf cas déterminés par le règlement tels que l'examen des conclusions d'une commission d'investigation ou à la demande de la majorité absolue des députés. Un compte-rendu est rédigé après chaque séance de l'Assemblée et des commissions par le secrétariat général.

##### Sessions ordinaires
Les sessions ordinaires sont de droit et au nombre de deux par année : une première de septembre à décembre et une seconde de février à juin. Au début de chaque période de session ordinaire, le bureau de l'Assemblée fixe le calendrier des jours ouverts, c'est-à-dire de travail de l'Assemblée en tenant compte des critères suivants :
- seuls sont pris en considération les jours compris entre le 1er septembre et le 31 décembre et entre le 1er février et le 30 juin ;
- sont exclus les jours compris dans la dernière semaine complète de chaque mois ;
- sont pris en compte les jours allant du lundi au vendredi sauf en cas de jours fériés.

L'Assemblée se réunit en séance plénière une fois par semaine sur un jour ouvert, habituellement le jeudi. Si le jeudi n'est pas ouvert alors la séance a lieu sur le jour ouvert le plus proche.
Les commissions parlementaires se réunissent elles aussi sur des jours ouverts.
Le bureau valide à chaque début de session ordinaire et pour la période, le calendrier des travaux de la séance et des commissions.

##### Sessions extraordinaires
Les sessions extraordinaires sont convoquées uniquement par le président de l'Assemblée à la demande soit du gouvernement, soit de la députation permanente, soit d'un quart des députés ou soit encore par un groupe parlementaire. Les sessions parlementaires extraordinaires doivent été convoquées selon un ordre du jour précédemment défini.

##### Ordre du jour
L'ordre du jour est fixé par le Président de l'Assemblée en accord avec la Conférence des porte-paroles. Il peut être modifié en cours de séance plénière à la demande du Président ou sur proposition d'un groupe parlementaire ou d'un cinquième des députés.
L'ordre du jour des commissions est fixé par le bureau respectif de celles-ci en accord avec le Président de l'Assemblée selon le calendrier des travaux parlementaires approuvé par le bureau.
Les séances plénières et les séances des commissions ne sont levées que lorsque tous les points inclus à l'ordre du jour ont été examinés.

#### Procédure législative ordinaire

##### Projets de loi
Les projets de loi remis par le gouvernement se présentent sous forme d'articles et sont accompagnés d'un exposé des motifs. Une fois le projet de loi présenté, le bureau de l'Assemblée ordonne sa publication au Bulletin officiel de l'Assemblée de Madrid, fixe les délais pour présenter des amendements et renvoie le texte auprès de la commission compétente.
Les amendements, présentés par les députés ou bien par les groupes parlementaires, peuvent correspondre à la totalité du texte ou seulement à un article. Les amendements visant à dénaturer l'esprit du texte, demandant le renvoie du texte de loi au gouvernement ou proposant un texte alternatif au projet sont considérés comme amendements à la totalité du texte ; ceux correspondant à un article pouvant être de suppression, de modification ou d'addition. Les amendements à la totalité sont présentés par les groupes parlementaires suivant un délai de dix jours après la publication du texte au Bulletin officiel tandis que les autres amendements sont présentés par les députés ou les groupes parlementaires avec un délai correspondant de quinze jours.
Le débat à la totalité du texte a lieu seulement lorsqu'au moins un amendement à la totalité a été déposé. Le projet est alors présenté par un membre du gouvernement puis chaque amendement à la totalité est exposé par un orateur pour puis par un orateur contre. Si un amendement à la totalité demandant le rejet du texte est adopté alors le texte est considéré comme rejeté et la décision est notifié au gouvernement par le Président de l'Assemblée. Si un amendement à la totalité proposant un texte alternatif est adopté alors ce dernier texte est publié au Bulletin officiel et la procédure législative reprend avec l'ouverture des délais pour la présentation des amendements aux articles.
Une fois achevé le débat à la totalité, s'il a eu lieu, le bureau de la commission compétente se chargera de qualifier les amendements aux articles en fonction de s'ils sont admissibles ou non. Si un amendement prévoit une augmentation des dépenses publiques ou une diminution des revenus alors il doit obtenir un avis positif du gouvernement pour être accepté à débat. Le gouvernement possède alors quinze jours pour répondre ; si aucune réponse n'est apportée alors il est considéré l'avis conforme du gouvernement mais ce dernier a le droit de s'opposer à un tel amendement à tout moment du débat.
La commission saisie au fond peut procéder à la nomination d'une conférence en son sein chargée d'élaborer un rapport et déterminer quelles dispositions du projet de loi peuvent être ou non adoptées. Elle est composée du même nombre de députés par groupe parlementaire mais le vote final sur le rapport s'effectuant selon un système pondéré. Elle peut, en outre, proposer de nouveaux amendements si l'ensemble des membres de la conférence sont d'accord. Une fois le travail de la conférence achevé, quinze jours après sa création ou plus si les circonstances l'exigent, le bureau de la commission peut ordonner le débat et les votes par article ou par amendement ; exceptionnellement par groupe d'article ou d'amendement, et fixer le temps maximum du débat. Le rapport et le texte de la commission sont remis au bureau de l'Assemblée après signature du président de la commission et du secrétaire de celle-ci.
Le débat en commission achevé, le texte est examiné en séance plénière où sont soumis à votation de l'ensemble des députés les points demandés par chaque groupe parlementaire. À ce stade, seuls peuvent être présentés des amendements de coordination ou de correction orthographiques. La séance plénière se prononce en un seul vote sur l'ensemble du texte en fin de parcours parlementaire.
Tout projet de loi peut être retiré à n'importe quel moment par le gouvernement sauf s'il est définitivement approuvé.

##### Propositions de loi
Les propositions de loi peuvent être présentées par un député dont le texte est cosigné par quatre autres parlementaires ou bien par un groupe parlementaire grâce à la seule signature du porte-parole. Les propositions de loi suivent le même parcours parlementaire que les projets de loi à la différence que c'est l'auteur de celle-ci qui présente en commission ou séance plénière le texte qu'il a déposé.
Toute proposition de loi peut être retirée de plein droit par son auteur avant sa prise en considération. Une fois prise en considération, seule l'autorisation de la séance plénière peut permettre son retrait.

#### Procédure de lecture unique
Lorsque la nature d'un projet ou d'une proposition de loi l'exige ou que sa formulation est très simple, le bureau de l'Assemblée peut proposer d'examiner ledit texte en lecture unique et la séance plénière vote sur cette demande. Si elle est adoptée, le texte est soumis à débat puis voté en un seul bloc. Si la demande est rejetée alors le bureau ordonne l'ouverture des délais de présentation des amendements.
Ne peuvent pas subir la procédure d'urgence :
- les propositions d'initiative populaire et des mairies de la Communauté de Madrid ;
- les projets et propositions de réformes du Statut d'autonomie de la Communauté de Madrid ;
- le projet de loi de finances de la Communauté.

#### Vote du budget
Le projet de loi de finances de la Communauté de Madrid est soumis au même règle que celles de la procédure législative commune mais est prioritaire par rapport aux autres textes. Les délais sont ajustés et fixés par le bureau de l'Assemblée.

#### Système de vote
Il existe quatre manières de délibérer : par assentiment à la proposition du président, par vote ordinaire soit à main levée soit électroniquement, par vote public après appel lorsque le règlement l'exige, notamment pour l'élection du président de la Communauté, ou bien par scrutin secret.

### Fonctions de contrôle
Les députés possèdent le droit de formuler des questions au président de la communauté de Madrid et aux membres de son gouvernement de manière orale en séance plénière ou en commissions et de manière écrite. Les questions sont déposées sur le bureau de l'Assemblée qui décide si elles sont admissibles ; elles doivent porter sur les intérêts de la région et ne pas favoriser les intérêts personnels des députés.
De plus, les députés et groupes parlementaires ont la faculté de demander la comparution des membres du gouvernement devant la séance plénière ou les commissions pour informer et rendre compte de leur action. Les autorités et fonctionnaires publics de la région sont aussi habilités à comparaitre devant l'Assemblée lorsque les circonstances l'exigent.

#### Investiture du président de la Communauté

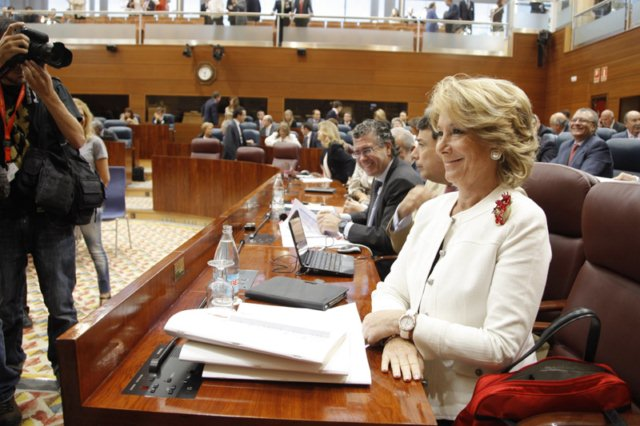
Esperanza Aguirre lors du débat d'investiture de 2011.

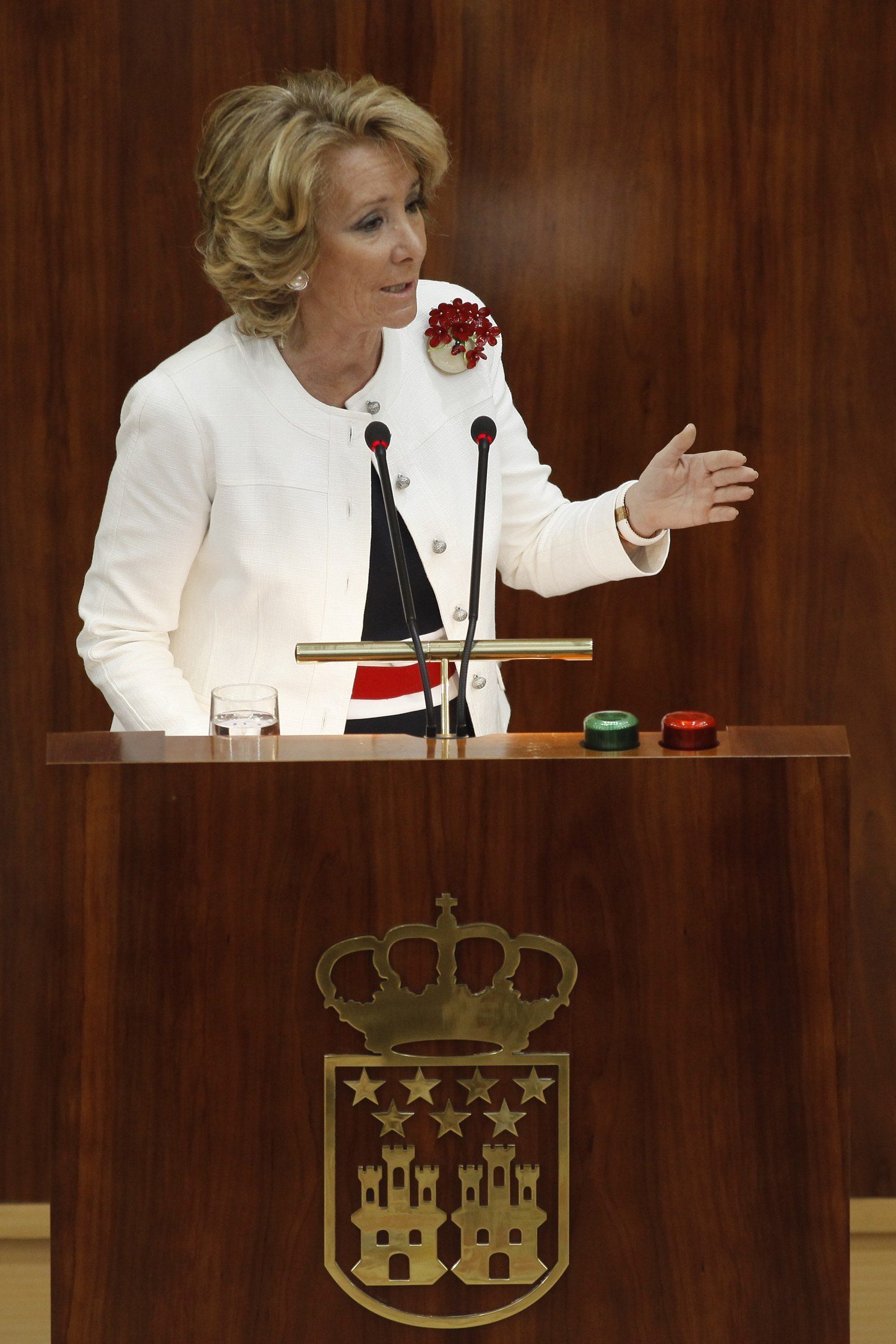
Esperanza Aguirre exposant son programme politique.

La première mission essentielle de l'Assemblée après sa constitution est l'investiture d'un président de la communauté de Madrid. À cet effet, le Président de l'Assemblée réalise des consultations entre les groupes parlementaires et propose un candidat. Le candidat expose son programme de gouvernement sans limite de temps devant la séance plénière puis s'ouvre un débat entre les groupes parlementaires et le candidat. Une fois le débat achevé, le Président suspend la séance et annonce la tenue du vote. Le candidat proposé est investi s'il recueille la majorité absolue des votes lors du premier tour. Dans le cas inverse, un nouveau vote a lieu quarante-huit heures après le premier où une majorité simple suffit. L'investiture du président de la Communauté est notifiée au roi d'Espagne et au gouvernement national. Une fois nommé par le roi, le candidat jure devant le bureau de l'Assemblée.
Si aucun candidat n'obtient la confiance de la chambre dans les deux mois suivant le premier vote d'investiture, l'Assemblée est automatiquement dissoute et des élections sont convoquées.

#### Question de confiance
Le président de la Communauté peut, après délibération du gouvernement régional, demander le vote d'une question de confiance sur son programme politique ou sur une déclaration de politique générale. Après un débat similaire à celui de l'investiture, la confiance est accordée si le président obtient une majorité simple. Dans le cas contraire où le président échoue lors d'une question de confiance, il remet immédiatement sa démission à l'Assemblée et une session d'investiture chargée d'élire un nouveau président est convoquée.
Quel que soit le résultat du vote, le Président de l'Assemblée en informe le roi et le gouvernement national.

#### Motion de censure
L'Assemblée peut exiger la responsabilité politique du président de la Communauté grâce à l'adoption d'une motion de censure, conformément à l'article 187 du règlement et au statut d'autonomie.
La motion de censure est présentée par au minimum quinze pour cent des députés et doit inclure le nom du candidat proposé à la présidence de la Communauté. Le débat de la motion a lieu au minimum cinq jours et au maximum vingt jours après son admission ; il oppose le candidat proposé et les représentants des groupes parlementaires. La motion est adoptée si elle recueille la majorité absolue des députés. En cas d'adoption, le président déchu présente sa démission et le candidat investi est nommé par le roi. Si la motion échoue, les signataires de la motion ne peuvent plus en soutenir une autre jusqu'à la fin de la session en cours.

#### Fonctions d'enquête
Le bureau, sur la proposition des deux cinquièmes des membres de l'Assemblée, peut accorder la création d'une commission d'investigation dont le domaine d'action est celui des questions touchant la Communauté de Madrid. Les conclusions d'une commission d'enquête sont votées en séance plénière et publiées au Bulletin officiel de la communauté.

### Autres missions
L'Assemblée peut demander au gouvernement espagnol le dépôt d'un projet de loi particulier ou bien remettre au Congrès des députés une proposition de loi. Dans ce cas, elle envoie une délégation de trois membres chargée d'exposer le texte devant la chambre basse.
L'Assemblée peut négocier des accords avec d'autres communautés autonomes et solliciter leur ratification par la séance plénière.

#### Désignation des sénateurs
L'Assemblée possède la faculté de désigner les sénateurs représentant la Communauté de Madrid au Sénat. Le nombre de sièges à désigner est actualisé après chaque élection régionale et ajusté en fonction de la population. L'Assemblée désigne de droit un sénateur et un sénateur supplémentaire pour chaque million d'habitants. Sept sénateurs sont actuellement désignés.

#### Autres désignations
L'Assemblée élit et nomme le défenseur des mineurs de la Communauté de Madrid ainsi qu'un nombre déterminé de membres du conseil d'administration de la chaine publique télévisuelle régionale Telemadrid.
L'Assemblée possède aussi le pouvoir de soumettre au Sénat une liste de candidats devant occuper les fonctions de membres du tribunal constitutionnel. La proposition étant soumise au vote du Sénat.